# Max se marie
Max se marie è un cortometraggio del 1911 diretto da Lucien Nonguet e Max Linder. È conosciuto anche con il titolo Le mariage de Max.